# 1932年の政治
1932年の政治（1932ねんのせいじ）では、1932年（昭和7年）の政治分野に関する出来事について記述する。

## できごと

### 1月

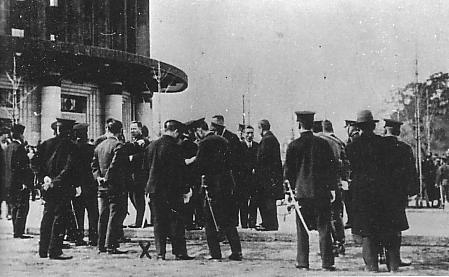
桜田門事件の現場。×の地点に爆弾が投擲された。

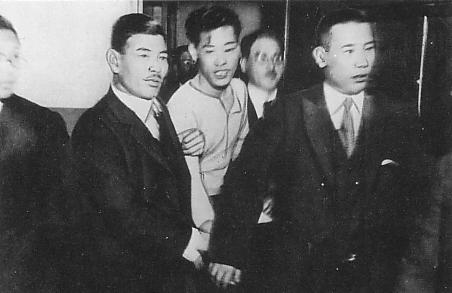
桜田門事件で官憲に拘束される李奉昌。

- 1月3日 - 関東軍、錦州を占領。一部兵力は山海関にまで侵入。
- 1月6日 - 社会民衆党党大会で、反ファシズム、反共産主義、反資本主義の3反綱領決定。
- 1月7日 - ヘンリー・スチムソン米国務長官、不承認主義声明（スチムソン・ドクトリン）発表。日本政府および関東軍を牽制。
- 1月8日
  - 昭和天皇に対して李奉昌が暗殺未遂事件（桜田門事件）。
  - 犬養内閣、桜田門事件を受けて内閣総辞職を決定。
- 1月9日
  - 昭和天皇、犬養首相を慰留。犬養内閣は残留する。
  - 上海の中国国民党機関誌『民國日報（中国語版）』は「不幸にして僅かに副車を炸く」と報道[1]、日本人居留民は憤慨し、上海総領事村井倉松は記事について上海市長呉鉄城に抗議した[2]。
- 1月18日 - 上海日本人僧侶襲撃事件。
- 1月19日 - 三友實業社襲撃事件。
- 1月21日 - 衆議院解散。
- 1月28日 - 上海で日中両軍が軍事衝突。第一次上海事変勃発。

### 2月
- 2月5日 - 関東軍、ハルビンを占領。

第18回衆議院議員総選挙の結果。犬養毅内閣の与党立憲政友会は301議席を獲得し圧勝した。

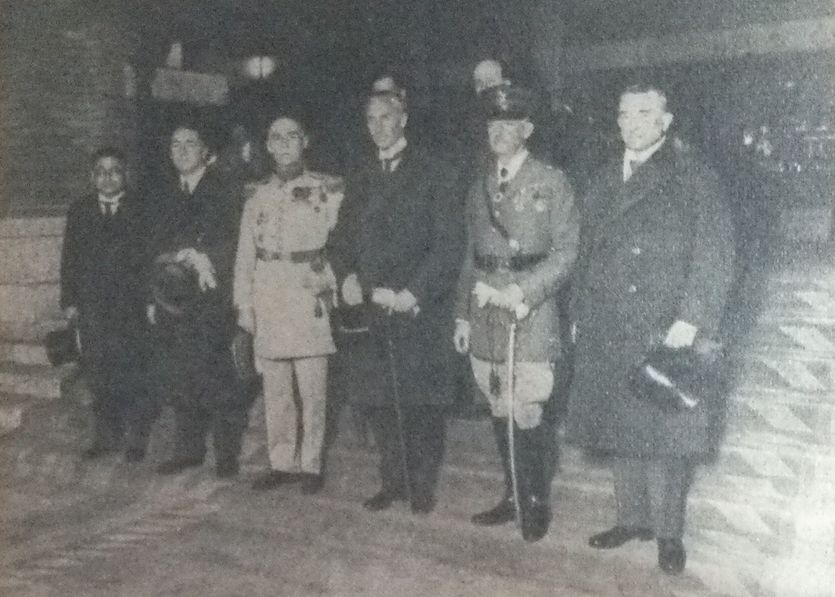
訪日時のリットン調査団。右からハインリヒ・シュネー博士（独）、フランク・ロス・マッコイ少将（米）、リットン卿（英）、アンリ・クローデル中将（仏）、ヴィアーノ伯爵ルイージ・アルドロバンディ・マレスコッティ（伊）。

- 2月9日 - 井上準之助民政党幹事長（前蔵相）、血盟団員の小沼正に暗殺される（血盟団事件）。
- 2月20日 - 第18回衆議院議員総選挙。
- 2月29日 - リットン調査団、日本に到着。

### 3月
- 3月1日 - 満州国建国宣言。執政に愛新覚羅溥儀。
- 3月5日 - 團琢磨三井合名会社理事長、三井銀行本店の玄関前で血盟団員の菱沼五郎に暗殺される（血盟団事件）。
- 3月11日 - 血盟団の井上日召が自首。
- 3月16日 - 中橋徳五郎内相、病気のため辞任。犬養首相が兼務。
- 3月18日 - 第61議会召集。
- 3月20日 - 第61臨時議会開院式。
- 3月25日
  - 第61臨時議会閉院式。
  - 内務大臣に鈴木喜三郎。
- 3月31日 - 古賀清志海軍中尉と中村義雄海軍中尉が犬養首相らの襲撃・暗殺に関する第一次実行計画を作成。

### 4月

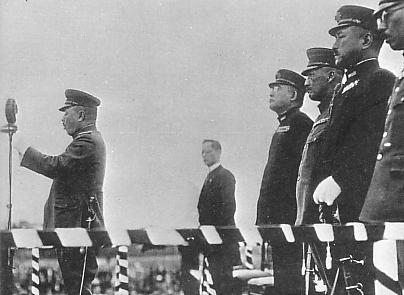
上海天長節爆弾事件直前の要人。左から白川義則大将、重光葵公使、野村吉三郎中将。

- 4月13日 - 独、ナチス党突撃隊、親衛隊を禁止する大統領命令。
- 4月23日 - 独、各州で地方選挙実施。ナチス党はバイエルン州を除き、全ての州議会で第一党に躍進[3]。
- 4月23日 - クルト・フォン・シュライヒャー将軍、ヒトラーと秘密会談。
- 4月29日 - 上海天長節爆弾事件。白川義則上海派遣軍司令官、植田謙吉第9師団長、野村吉三郎第3艦隊司令長官、重光葵上海公使らが重傷（5月26日白川大将死去）。

### 5月
- 5月5日 - 上海停戦協定調印。

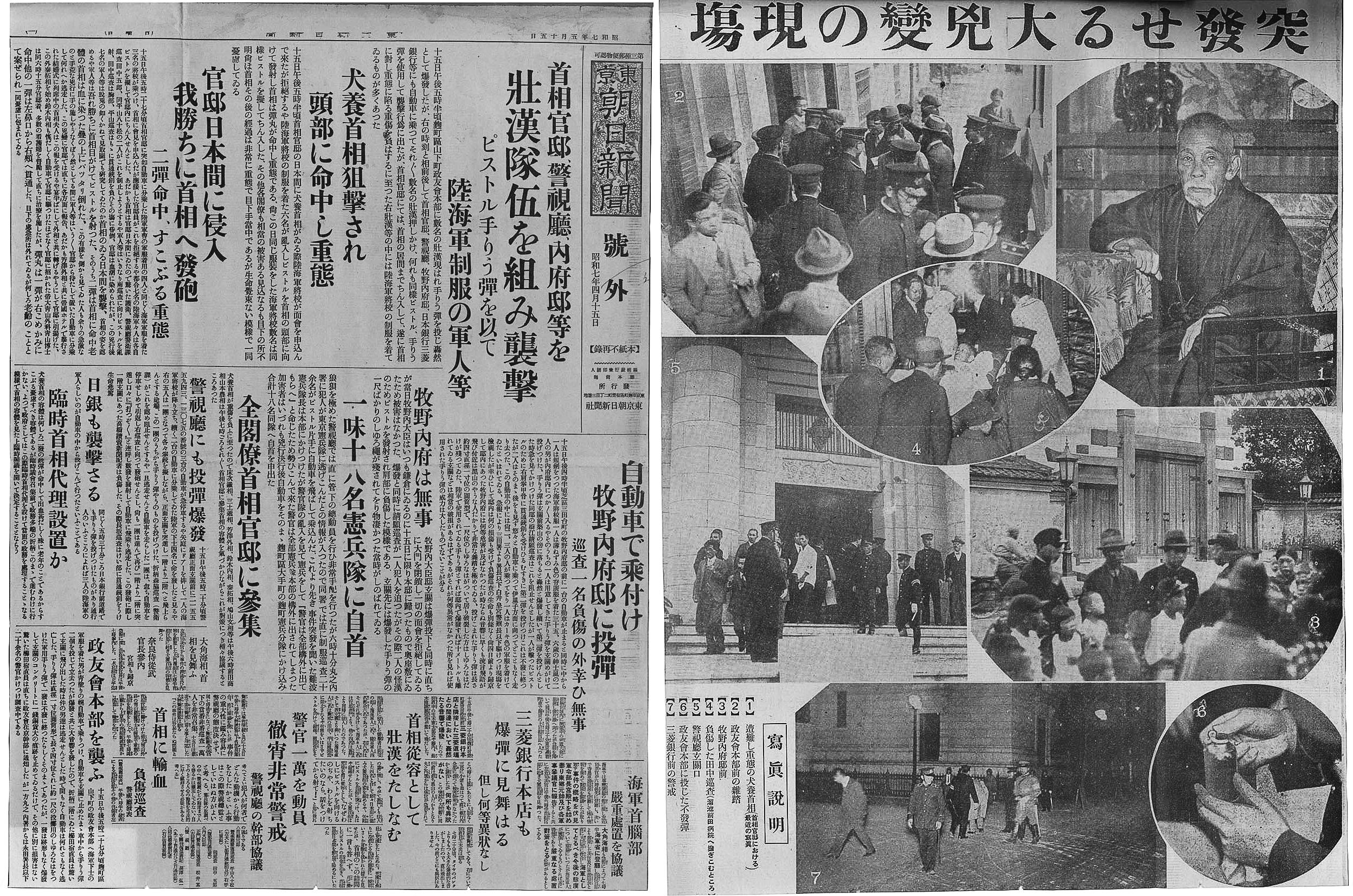
五・一五事件。犬養毅首相暗殺を伝える東京朝日新聞。犬養の死により、戦前における政党内閣は終焉を迎えた。

- 5月6日 - 仏大統領ポール・ドゥメール暗殺事件（7日死去）。
- 5月10日 - アルベール・ルブランが仏大統領に就任。
- 5月13日 - 独、ヴィルヘルム・グレーナー将軍が国防相を辞任。兼摂していた内相職には留まる。
- 5月15日 - 五・一五事件。犬養毅首相が首相官邸を襲撃した海軍青年将校らに暗殺される。
- 5月16日 - 高橋是清蔵相が内閣総理大臣を臨時兼任。
- 5月17日 - 鈴木喜三郎が立憲政友会総裁に選出される。
- 5月26日 - 犬養内閣総辞職。斎藤内閣成立。
- 5月29日
  - 日本国家社会党結成（赤松克麿ら）。
  - 新日本国民同盟結成（下中弥三郎ら）。
- 5月30日 - 独ハインリヒ・ブリューニング首相辞任。ブリューニング内閣総辞職[4][5]。

### 6月

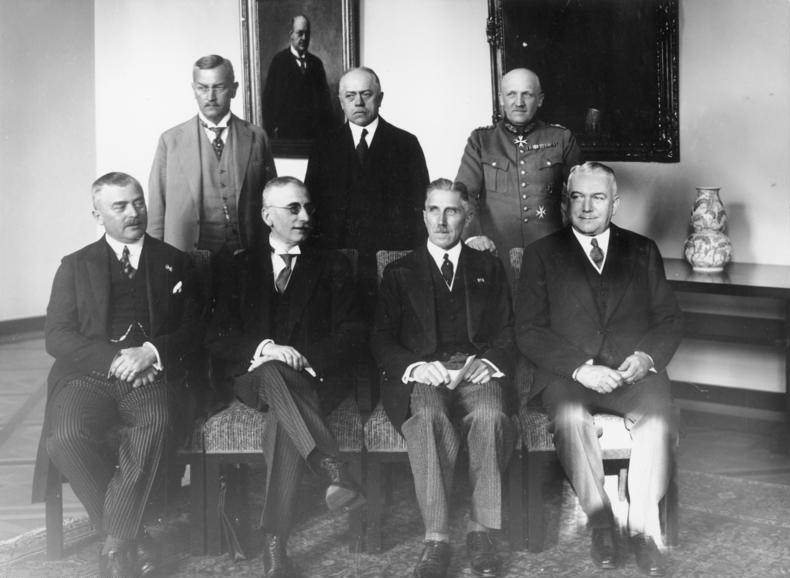
独フランツ・フォン・パーペン内閣。「男爵内閣」と仇名されドイツ国内では不人気であり、主要各党の支持も得られなかった。

- 6月1日 - パウル・フォン・ヒンデンブルク独大統領、フランツ・フォン・パーペンを首相に任命する[9]。
- 6月3日 - クルト・フォン・シュライヒャー国防相、ヒトラーと会談し協力を要請。ヒトラーは拒否。
- 6月4日 - ドイツ国会（ライヒスターク）解散。
- 6月15日 - ボリビアがパラグアイに宣戦布告。チャコ戦争勃発。
- 6月24日 - シャム王国（タイ王国）でクーデター（立憲革命）が起こり、立憲君主制に移行。

### 7月
- 7月5日 - ポルトガルでアントニオ・サラザール内閣成立。
- 7月20日 - 独パーペン内閣、プロイセンの社会民主党を大統領緊急命令で転覆（プロイセン・クーデター）。
- 7月25日 - ソ連・ポーランド不可侵条約調印。
- 7月31日 - 1932年7月ドイツ国会選挙。ナチス党が230議席を獲得し第一党となる[10]。

### 8月
- 8月5日 - クルト・フォン・シュライヒャー国防相、ヒトラーと会談し副首相としてパーペン内閣への入閣を要請。ヒトラーは拒否[11][12][13]。
- 8月13日 - ヒトラー、パーペン首相、ヒンデンブルク大統領と相次いで会談。副首相として入閣を求められるが、拒否。
- 8月22日 - 第63臨時議会召集。

### 9月
- 9月12日 - ドイツ国会本会議でパーペン内閣不信任案可決。パーペン首相は大統領命令により国会を解散する。
- 9月19日 - 日満議定書調印。

### 10月
- 10月4日 - ハンガリーでゲンベシュ・ジュラ内閣成立。
- 10月30日 - 熱海の共産党会議で一斉検挙（熱海事件）。

### 11月
- 11月6日 - 1932年11月ドイツ国会選挙。ナチス党は第一党を維持するが196議席に後退[14][15][16][17]。 共産党が11議席増の100議席を獲得。
- 11月8日 - 米大統領選挙で民主党フランクリン・ルーズベルトが現職ハーバート・フーヴァーを破り当選。
- 11月12日 - 東京地裁判事尾崎陞らを共産党シンパとして検挙（司法官赤化事件）。
- 11月17日 - パーペン首相辞任。
- 11月29日 - 仏ソ不可侵条約調印。

### 12月
- 12月2日 - ヒンデンブルク大統領、クルト・フォン・シュライヒャー将軍を首相に任命[18]。
- 12月3日 - シュライヒャーが首相に就任[18]。シュライヒャー首相、ナチス党組織全国指導者のグレゴール・シュトラッサーに副首相での入閣を要請。
- 12月4日 - テューリンゲン州議会選挙。ナチス党は前回選挙より40パーセント議席を減らす。
- 12月5日 - ベルリンのホテル・カイザーホーフでナチス党指導者会議開催。シュトラッサーは入閣を主張、ヒトラーと対立。
- 12月7日 - ヒトラー、シュトラッサーの行動を「党内分裂行動」「最終的勝利5分前で私の背中を刺す行為である」として弾劾。
- 12月8日 - シュトラッサー、党組織全国指導者など党の役職を辞任。
- 12月10日 - シャム国王が憲法を承認（立憲君主制へ移行）。
- 12月24日 - 第64通常議会召集。